# Higher Ground (Stevie Wonder)
Higher Ground è un singolo di Stevie Wonder, estratto dall'album del 1973 Innervisions.
Nel 2004 la rivista Rolling Stone ha posizionato il brano alla 261 della lista dei 500 migliori brani della storia.
La canzone è stata poi reinterpretata dai Red Hot Chili Peppers e lanciata come primo singolo (ottenne un gran successo) per promuovere l'album Mother's Milk. Anche Marcus Miller ha incluso una versione nell'album Marcus del 2008. Nel 2017 anche il bassista Nathan East ha pubblicato una cover del brano nel suo album Reverence.

## Tracce
1. Higher Ground
2. Too High

## Classifiche
| Classifica (1973)      | Posizione più alta |
| ---------------------- | ------------------ |
| U.S. Billboard Hot 100 | 4                  |
| U.S. R&B Chart         | 1                  |
| Regno Unito            | 29                 |
| Paesi Bassi            | 28                 |
| Italia                 | 22                 |

## Versione dei Red Hot Chili Peppers
Il gruppo musicale statunitense Red Hot Chili Peppers ne ha inciso una cover in chiave funk metal, estratta come singolo dal loro quarto album in studio, Mother's Milk (1989).
La canzone viene anche inserita come colonna sonora di alcuni film: Il ritmo del successo (di Nicholas Hytner) e Cambio vita (di David Dobkin).

### Tracce

#### CD1 (USA)
1. Higher Ground (Album)
2. Higher Ground (Munchkin Mix)
3. Millionaires Against Hunger (Previously Unreleased)
4. Mommy Where's Daddy (Album)

#### 12"
1. Politician (Mini Rap)
2. Higher Ground (Munchkin Mix)
3. Higher Ground (Dub Mix)
4. Mommy Where's Daddy

#### 12" (remix)
1. Higher Ground
2. Higher Ground (Munchkin Mix)
3. Politician (Mini Rap)
4. Higher Ground (Bert Bevans Mix)

#### 12" (UK)
1. Higher Ground
2. Higher Ground (Daddy-O Remix)
3. Fight Like a Brave